# Pere Daguí
Pere Daguí, també conegut com a Pere Deguí o de Gui (Montblanc, Conca de Barberà cap a 1435 - Sevilla 1500) fou un eclesiàstic i filòsof.
Fou un gran estudiós de l'obra de Llull i adquirí renom entre els entesos de tot el Principat.

## Biografia
Passà la seva joventut lliurat a quefers ben aliens als estudis filosòfics i humanístics, ja que no començà a estudiar la doctrina lul·liana fins a l'edat de trenta-set anys. Després es convertí en un expert coneixedor de la doctrina del Doctor Il·luminat i començà a ensenyar a Barcelona on en 1473 redactà el seu primer llibre Janua Artis. Aquest llibre fou publicat en 1482 i li provocà nombroses amargures per les sospites que van recaure en ell de contenir proposicions herètiques. El 1481, en fundar-se la Càtedra de Filosofia Lul·liana a Palma, en fou nomenat el primer catedràtic.
Acusat d'heterodòxia per l'inquisidor de Mallorca Guillem Caselles, hagué d'anar a Roma (1484) a defensar-se, i allí rebé l'autorització papal per reeditar l'obra Ianua artis magistri Raymundi Lullii (8 edicions fins al 1516). De retorn a l'illa, esclataren disturbis a Palma i es refugià amb els seus deixebles (anomenats daguins: en destacaren Jaume Gener, Arnau Descós i Bernat Boïl) al Puig de Randa, on fundaren una escola lul·liana.
Arran de l'obra Opus fou novament acusat de pseudoal·lelisme per l'inquisidor Caselles i hagué de refugiar-se a la Cort, on fou nomenat Capellà dels Reis en 1487 pels Reis Catòlics. D'aquesta manera, exercí la càtedra lul·lista pertot on estigué (Saragossa, Jaén, Sevilla i d'altres).
El seu ensenyament ajudà a difondre la filosofia de Ramon Llull a Castella i a Itàlia, i al fet que adquirís categoria universitària. Ha estat considerat el més gran i cèlebre deixeble de Llull.

## Obres més importants
- Ianua artis magistri Raymundi Lullii (Barcelona, 1482)
- Opus de formalitatibus sive metaphisica (Palma, 1489)
- Formalitates (Sevilla, 1500)
- Tractatus de differentia (Sevilla, 1500)